# 1983 Голяма награда на Великобритания
1983 Голяма награда на Великобритания е 34-то за Голямата награда на Великобритания и девети кръг от сезон 1983 във Формула 1, провежда се на 16 юли 1983 година на пистата Силвърстоун близо до град Силвърстоун, Великобритания.

## Репортаж
1983 Голяма награда на Великобритания, маркира пълния дебют за Спирит Ф1, след участието им в Състезанието на шампионите в Брандс Хетч. Техният пилот Стефан Йохансон се завръща във Формула 1 след само две участия през сезон 1980, тогава карайки за отбора на Шадоу. Лотус са с нов болид дело на френския дизайнер и бивш пилот Жерар Дюкаруж. Болидът 94T е тестван няколко дни преди уикенда, а Рено както винаги обеща да достави двигатели за Елио де Анджелис и за Найджъл Менсъл. Това означава, че болидите на британския тим задвижвани с двигатели Косуърт бяха пенсионирани. Още един отбор които пенсионираха двигателите Косуърт за употреба е Осела, които дадоха шанс на Корадо Фаби да кара FA1E, заедно със съотборника си Пиеркарло Гинзани. Ферари са с новия си 126C3, което е всъщност модифицирана версия на предшественика си.

### Квалификация
Последната квалификационна сесия отново се оказа битка между Рено, Ферари и Брабам с двигатели БМВ, като и трите отбора регистрираха скорост от с близо 150 мили в час. В края Рене Арну е най-бърз, постигайки трета последователна пол-позиция, побеждавайки съотборника си Патрик Тамбей със седем десети от секундата. Ален Прост с Рено се нареди трети пред де Анджелис с новия Лотус. Пилотите на Брабам, Нелсън Пикет и Рикардо Патрезе окупираха трета редица пред Еди Чийвър, Манфред Винкелхок с АТС, Андреа де Чезарис с Алфа Ромео и Дерек Уорик с Толеман. Менсъл имаше трудна квалификация и постига само 18-и резултат с Лотус 93T, след електрически проблеми по новия болид го попречиха да регистрира по-добър резултат, докато Стефан Йохансон в своето завръщане се класира 14-и със своя Спирит пред, Уилямс-а на Кеке Розберг. Джони Чекото с Теодор, Корадо Фаби с Осела и Кени Ахейсън, който прави своя дебют във Ф1 за РАМ Марч са пилотите които не намериха място за състезанието.

### Състезание
След рекордните температури в събота, главната битка е между производителите на гуми, Гудиър и Мишлен вместо трите водещи отбора, като Пирели също не са за подценяване поради факта, че де Анджелис е най-бърз в загрявачната сесия преди състезанието. Тамбей поведе към завоя Копс изпреварвайки Арну, а Прост, Патрезе, Чийвър и Пикет окупираха следващите четири места. Отличната квалификация на де Анджелис, се оказа напразна, след като само обиколка по-късно двигателя на неговия Лотус го предаде, заради счупено бутало. Същият проблем сполетя и Рено-то на Еди Чийвър, две обиколки по-късно заедно с втория Толеман, управляван от Бруно Джакомели, докато Тамбей увеличи преднината на секунда пред Арну. Дебютът на Спирит приключи след само пет обиколки като Йохансон се прибра с проблем в горивната система. Прост и Пикет, които са с гуми Мишлен скоро намалиха преднината на Ферари-тата. След като Патрезе отпадна с повредено турбо, де Чезарис зае петата позиция пред Винкелхок и Уорик, които по-късно бяха прихванати от единствения в състезанието Лотус, управляван от Менсъл.
Прост поведе в 20-а обиколка, след като изпревари и двете Ферари-та чийто гуми започнаха да се износват, а 10 обиколки по-късно Пикет вече е втори. Изглеждаше че Уорик ще е първият от пилотите които ще посети своите механици, преди скоростната кутия на неговия Толеман да се счупи. В реалността Винкелхок е първия който спря в бокса, след което последваха и лидерите. Менсъл се оказа печеливш като от 18-а се добра до 4-то, преди той да направи своя стоп, след като е втори преди това. След стопа Менсъл с лекота изпревари Ферари-то на Арну, докато Пикет е над 20 секунди зад лидера Прост. Последните жертви бяха Гинзани с повредена горивна система, Раул Боесел със счупено окачване и Винкелхок с гръмнат двигател, след като е шести.
В последната една-трета от състезанието Пикет въртеше обиколки със същата скорост каквато караше и Прост, но дори това не помогна и бразилеца реши да си осигури втората позиция. За Ален Прост това е осма победа и трета за този сезон като с това увеличи преднината си пред Пикет в класирането при пилотите. Тамбей завърши трети, въпреки сериозното темпо острана на Менсъл, който със своето си представяне си осигури най-доброто си класиране за този сезон. Арну и Ники Лауда с Макларън-Косуърт допълниха топ 6.
След края на състезанието, шефът на Тирел, Кен Тирел се оплака относно системата за изпръскване на водата към болидите на Рено и Ферари (но не и Лотус-а на Менсъл, който използва същата система каквато имат и от заводския отбор), че е нелигитивна. Стюардите обаче отхвърлиха оплакването на Кен и резултатите останаха същите.

## Класиране
| Поз | No | Пилот             | Конструктор      | Обиколки | Време/Отпадане  | Място | Точки |
| --- | -- | ----------------- | ---------------- | -------- | --------------- | ----- | ----- |
| 1   | 15 | Ален Прост        | Рено             | 67       | 24:40.2         | 3     | 9     |
| 2   | 5  | Нелсън Пикет      | Брабам-БМВ       | 67       | +19,161         | 6     | 6     |
| 3   | 27 | Патрик Тамбе      | Ферари           | 67       | +26,246         | 2     | 4     |
| 4   | 12 | Найджъл Менсъл    | Лотус-Рено       | 67       | +38,952         | 18    | 3     |
| 5   | 28 | Рене Арну         | Ферари           | 67       | +58,874         | 1     | 2     |
| 6   | 8  | Ники Лауда        | Макларън-Форд    | 66       | + 1 Об.         | 15    | 1     |
| 7   | 23 | Мауро Балди       | Алфа Ромео       | 66       | + 1 Об.         | 11    |       |
| 8   | 22 | Андреа де Чезарис | Алфа Ромео       | 66       | + 1 Об.         | 9     |       |
| 9   | 7  | Джон Уотсън       | Макларън-Форд    | 66       | + 1 Об.         | 24    |       |
| 10  | 25 | Жан-Пиер Жарие    | Лижие-Форд       | 65       | + 2 Об.         | 25    |       |
| 11  | 1  | Кеке Розберг      | Уилямс-Форд      | 65       | + 2 Об.         | 13    |       |
| 12  | 2  | Жак-Анри Лафит    | Уилямс-Форд      | 65       | + 2 Об.         | 20    |       |
| 13  | 3  | Микеле Алборето   | Тирел-Форд       | 65       | + 2 Об.         | 16    |       |
| 14  | 4  | Дани Съливан      | Тирел-Форд       | 65       | + 2 Об.         | 23    |       |
| 15  | 30 | Тиери Бутсен      | Ероуз-Форд       | 65       | + 2 Об.         | 17    |       |
| 16  | 33 | Роберто Гереро    | Теодор-Форд      | 64       | + 3 Об.         | 21    |       |
| 17  | 29 | Марк Сюрер        | Ероуз-Форд       | 64       | + 3 Об.         | 19    |       |
| Отп | 9  | Манфред Винкелхок | АТС-БМВ          | 49       | Двигател        | 8     |       |
| Отп | 26 | Раул Боесел       | Лижие-Форд       | 48       | Окачване        | 22    |       |
| Отп | 32 | Пиеркарло Гинзани | Осела-Алфа Ромео | 46       | Горивна система | 26    |       |
| Отп | 35 | Дерек Уорик       | Толеман-Харт     | 27       | Ск.кутия        | 10    |       |
| Отп | 6  | Рикардо Патрезе   | Брабам-БМВ       | 9        | Турбо           | 5     |       |
| Отп | 40 | Стефан Йохансон   | Спирит-Хонда     | 5        | Горивна система | 15    |       |
| Отп | 16 | Еди Чийвър        | Рено             | 3        | Двигател        | 7     |       |
| Отп | 36 | Бруно Джакомели   | Толеман-Харт     | 3        | Турбо           | 12    |       |
| Отп | 11 | Елио де Анджелис  | Лотус-Рено       | 1        | Турбо           | 4     |       |
| ДКФ | 34 | Джони Чекото      | Теодор-Форд      |          |                 |       |       |
| ДКФ | 31 | Корадо Фаби       | Осела-Алфа Ромео |          |                 |       |       |
| ДКФ | 17 | Кени Ахейсън      | РАМ-Форд         |          |                 |       |       |

## Класиране след състезанието
| Поз | Пилот        | Точки |
| --- | ------------ | ----- |
| 1   | Ален Прост   | 39    |
| 2   | Нелсън Пикет | 33    |
| 3   | Патрик Тамбе | 31    |
| 4   | Кеке Розберг | 25    |
| 5   | Рене Арну    | 19    |

| Поз | Конструктор   | Точки |
| --- | ------------- | ----- |
| 1   | Рено          | 53    |
| 2   | Ферари        | 50    |
| 3   | Уилямс-Форд   | 35    |
| 4   | Брабам-БМВ    | 33    |
| 5   | Макларън-Форд | 27    |